# Jake Lloyd

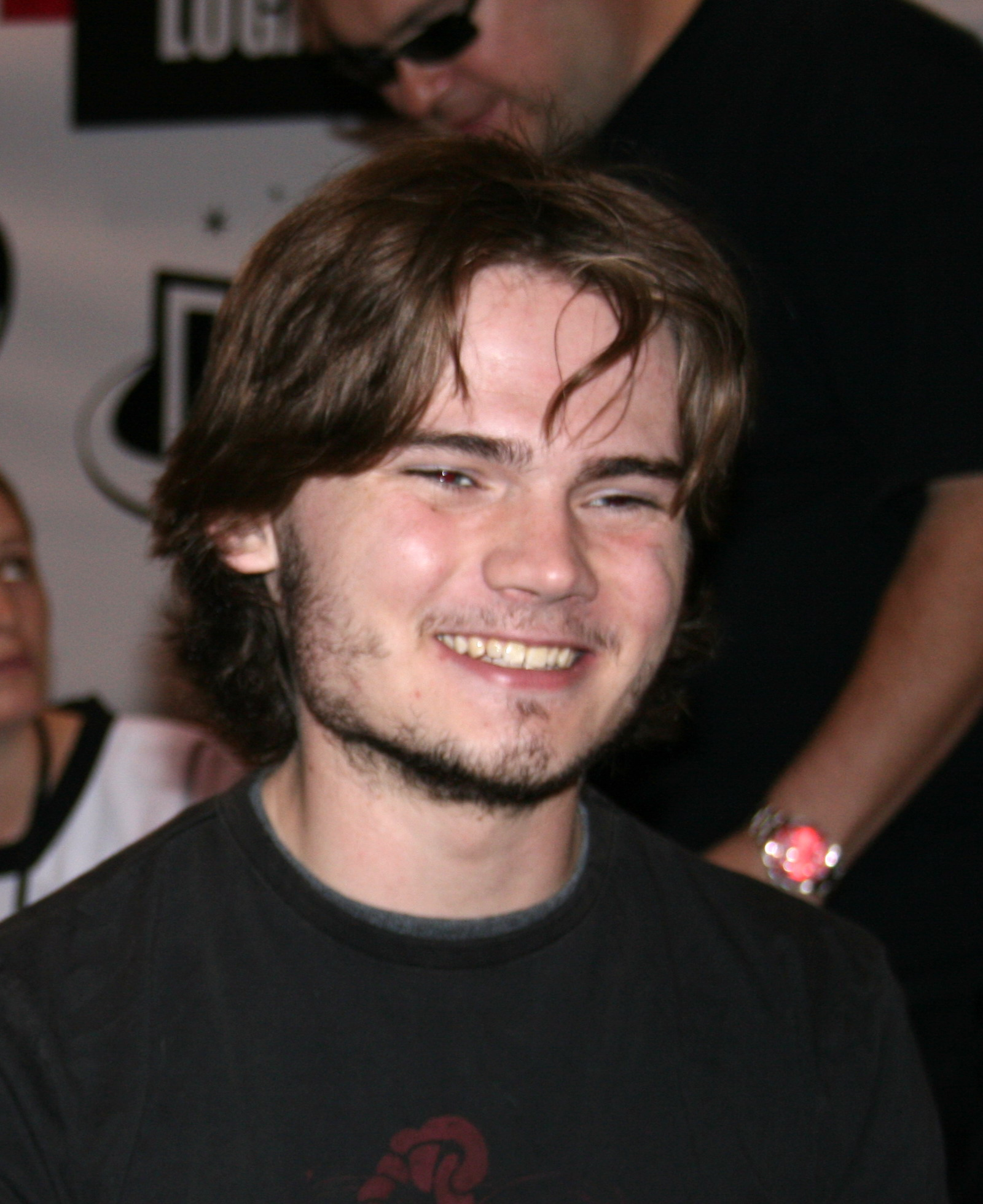
Jake Lloyd in 2007

Jake Lloyd (Colorado, 5 maart 1989) is een voormalig tieneracteur uit de Verenigde Staten. Hij werd in 2000 genomineerd voor zowel de Saturn Award voor beste jeugdacteur, als de Razzie Award voor slechtste bijrolspeler voor zijn vertolking van een jonge versie van Anakin Skywalker in Star Wars: Episode I - The Phantom Menace.

## Filmografie
*Exclusief televisiefilms
- Star Wars: Episode I - The Phantom Menace (1999) als Anakin Skywalker
- Jingle All the Way (1996) als Jamie Langston
- Unhook the Stars (1995) als J.J.

## Televisieseries
- ER - Jimmy Sweet (1996, vier afleveringen)
- The Pretender Angelo - jonge versie (1996-1999, vijf afleveringen)

- Gemeinsame Normdatei: 1061637727
- International Standard Name Identifier: 0000 0000 5215 5021
- Library of Congress Control Number: no99033779
- Nationale Bibliotheek van Israël: 987007422688905171
- Virtual International Authority File: 4561890
- WorldCat: E39PBJvd8hyKf4hRqxxWkDkYyd